# Козлов, Геннадий Андреевич
Козлов Геннадий Андреевич (1943) — российский спортсмен мастер спорта по самбо (1969), заслуженный тренер России (1996). Среди учеников — 15 мастеров спорта международного класса и мастеров спорта по самбо, в том числе чемпион Европы Василий Пудиков, чемпион Спартакиады народов СССР М. Фурсов, чемпионы РСФСР Н. Задорин и А. Самороков.

## Биография
Окончил Ленинградский институт физической культуры им. П. Ф. Лесгафта (1964) и юридический факультет Красноярского государственного университета (1972). Был депутатом Дивногорского городского совета народных депутатов. Судья международной категории экстра класса по самбо. Президент Красноярской краевой федерации самбо.

## Публикации
Соавтор книги «Красноярские самбисты возвращаются» (1996).

## Награды
- Заслуженный работник физической культуры РФ.
- Орден Дружбы народов
- Медаль «За трудовое отличие»
- Медаль «За доблестный труд»
- Медаль «Ветеран труда».
- Знак «Отличник физической культуры и спорта».